# Zornia crinita
Zornia crinita là một loài thực vật có hoa trong họ Đậu. Loài này được (Mohlenbr.) Vanni miêu tả khoa học đầu tiên năm 1995.